# Bernd Schreier
Bernd Schreier (* 20. Juli 1954 in Lauterbach) ist ein deutscher Geologe, Politiker (Die Nelken) und war zwischen 1990 und 1994 Mitglied des Sächsischen Landtages.

## Leben
Bernd Schreier besuchte die POS und machte anschließend von 1971 bis 1973 eine Berufsausbildung zum Geologiefacharbeiter. Es folgte ein Studium der Erkundungsgeologie an der Bergakademie Freiberg. Zwischen 1973 und 1979 arbeitete er als Beobachter. Von 1982 bis 1985 war Schreier Interpretator für Potentialmethoden am VEB Geophysik Leipzig. In den Jahren 1985 und 1986 war er dort Truppleiter der Gravimetrie/Magnetik. Anschließend von 1986 bis 1987 arbeitete er als Geophysiker bei der SDAG Wismut. Zwischen 1987 und 1990 war Schreier Geophysiker I am Kombinat Geophysik Leipzig.
Schreier ist verheiratet und hat ein Kind.

## Politik
Bernd Schreier war ab 1990 Mitglied der Partei Die Nelken und Mitglied im Hauptvorstand.
Im Oktober 1990 wurde er über die Landesliste der PDS in den Sächsischen Landtag gewählt, dem er für eine Wahlperiode bis 1994 angehörte. Dort war er Mitglied im Ausschuss für Bau und Verkehr.

## Belege
- Klaus-Jürgen Holzapfel (Hrsg.): Sächsischer Landtag: 1. Wahlperiode, 1990–1994; Volkshandbuch. NDV Neue Darmstädter Verlagsanstalt, Rheinbreitbach 1991, ISBN 3-87576-265-7. S. 60 (Ausschuss: S. 88). (Stand Mai 1991)

| Personendaten    | Personendaten                              |
| ---------------- | ------------------------------------------ |
| NAME             | Schreier, Bernd                            |
| KURZBESCHREIBUNG | deutscher Geologe und Politiker (PDS), MdL |
| GEBURTSDATUM     | 20. Juli 1954                              |
| GEBURTSORT       | Lauterbach                                 |